# نايف عبوش
نايف عبوش كاتب ومفكر وباحث ولد عام 1945 في قرية السفينة الواقعة جنوب مدينة الموصل بالعراق. شارك في العديد من الندوات والمؤتمرات المحلية والعالمية داخل وخارج العراق. يعد من النخب العلمية والثقافية كاتب ومفكر
اسهم في اغناء المعرفة العلمية والثقافية والاديبة بالعديد من المؤلفات والبحوث والمقالات باللغة العربية والإنكليزية وكاتب مشهور على مستوى الصحف والمجلات منذ عام 1978 له العديد من الكتابات والمشاركات على مواقع الإنترنت ومواقع التواصل الاجتماعي حتى الآن.
له العديد من المؤلفات العلمية والمنهجية والادبية. الأستاذ نايف عبوش معروف في الوسط العلمي والثقافي والاجتماعي قامة بارزة من إعلام قبيلة الجبور في العراق
إضافة إلى ذلك..
اجيز بقراءة القران (قارئ ومقرئ) بروايه حفص عن عاصم وكذلك يجيد اللغة الانكليزيه بامتياز وذو معرفه بشتى المجالات كاتب ومفكر وأديب.
جمع بين التخصص الدقيق وبين جوانب معرفية عديدة تمتد إلى حد الموسوعية معرفة بمسائل الدين والعلوم المعاصرة حتى اللسانيات. جمع بين التراث والحداثة وقارئ ممتاز في علم الأنساب والسياسة الحديثة المعاصرة..أسهم في نقل المعرفة وله حضور بارز في المناسبات الاجتماعية كما يحضى بجمهور كبير من الأكاديميين والأدباء والكتاب والمثقفين من مختلف الأعمار من الشباب والرواد.كاتب في التراث وقاص وله مشاركة واسعة في المناسبات الاجتماعية والعشائرية..
ونشر عدد من البحوث والمقالات العلمية... في مجلة النفط والتنمية.. مجلة الصناعة... مجلة غرفة تجارة الموصل..ومجلة النبراس وعدد من المواقع الإلكترونية.
الكتب المؤلفة:-
1- تجليات معاصرة في الثقافة العربية الإسلامية
2- منافحات استدلالية في الانتصار للقرآن الكريم
3- انثيالات من حافة الذات
4- اقتصاديات صناعة الكبريت المنجمي العراقي
5 _واقع وآفاق تجربة الاستثمار الوطني المباشر للكبربت العراقي
6_ ايقاع الحياة وضجيج العصر
«نحو بديل معرفي وجودي إنساني متكامل»
7_ خطاب الحداثة ولغة العصرنة 
8_ كتاب  مابعد الإنسانية  
« هواجس أتمتة الوعي ومسخ القيم » 

## حياته
مواليد 1945 في قرية السفينة الواقعة جنوب مدينة الموصل 40 كم عند نقطة التقاء نهر الزاب الاعلى بنهر دجلة
من أسرة عريقة ومعروفة وكان والده الملا عبوش تقياً ورعا كريماً سخيا.. وكان من أهل القرآن الكريم.. حيث ختم القرآن الكريم على يد شيخه الملا أحمد السلطان في أوائل ثلاثينات القرن الماضي.. حج البيت الحرام ثلاث مرات أحد الرجال المعروفين في الاوساط الاجتماعية لما يتماز به من حمكة ومعرفة وشخصية اجتماعية.
درس نايف عبوش بالإعدادية الغربية في الموصل والتي كانت تعد من أهم ثلاث مدراس رصينة على  مستوى محافظة نينوى في العام 1963 ثم التحق بكلية العلوم قسم الجيولوجي في جامعة الموصل حينما كانت تتبع لجامعة بغداد قبل ان تأسس ولم يكمل دراسته لاسباب عدة وبعدها التحق بكلية الإدارة والاقتصاد قسم الاقتصاد في جامعة الموصل وتخرج منها عام 1978 وكانت ترتيبه الأول على قسم الاقتصاد ومن ثم التحق بدراسة الماجستير في الاقتصاد حصل على شهادة الماجستير بالعلوم الاقتصادية بتقدير جيد جيداً عام 1981 عن رسالته (دراسة اقتصاديات كبريت المشراق).

## أعماله
من الجيل الرائد للشركة العامة لكبريت المشراق إحدى كبرى الشركات العالمية المتخصصة في استخراج وصناعة الكبريت المنجمي في الوطن العربي يعتبر من الجيل الذين ارسوا دعائم الصناعة التعدينية في العراق.
ألف العديد من المؤلفات العلمية والادبية المنهجية وطبع اغلبها وله العديد من الكتابات والمشاركات على مواقع الإنترنت ومواقع التواصل الاجتماعي حتى الآن
رشح إلى الأمين العام للاتحاد العربي لمنتجي الاسمدة في مصر ورشح للسفارة العراقية ثم حصل على المركز الأول في معهد الخدمة الخارجية ورشح للبرنامج الانمائي للامم المتحدة في جنوب أفريقيا.
شارك في العديد من الندوات والمؤتمرات المحلية والعالمية داخل وخارج العراق. من النخب العلمية والثقافية كاتب ومفكر
اسهم في اغناء المعرفة العلمية والثقافية والاديبة بالعديد من المؤلفات والبحوث والمقالات باللغة العربية والإنكليزية وأشتهر على مستوى الصحف والمجلات.
- كاتب ومفكر
- مجاز برواية حفص عن الإمام عاصم

الكتب المؤلفة:-
1. تجليات معاصرة في الثقافة العربية الإسلامية
2. منافحات استدلالية في الانتصار للقرآن الكريم
3. انثيالات من حافة الذات
4. اقتصاديات صناعة الكبريت المنجمي العراقي
5. واقع وآفاق تجربة الاستثمار الوطني المباشر للكبربت العراقي
6. ايقاع الحياة وضجيج العصر

«نحو بديل معرفي وجودي إنساني متكامل»